# 项怀诚
项怀诚（1939年2月—），男，江苏吴江人，中华人民共和国政治人物。山东大学中文系汉语语言文学专业毕业，高级经济师。1983年加入中国共产党，是中共第十五、十六届中央委员。曾任中华人民共和国财政部部长，全国社会保障基金理事会理事长等职。

## 生平
项怀诚1960年7月从山东大学中文系毕业后，被分配到中科院计算技术研究所，当研究实习员。1963年，他被调入财政部，并在这里一直工作到退休。项怀诚从普通科员做起，历任税务总局科员，预算司科员、副科长，综合计划司副处长、副司长；并于1986年6月起，出任财政部副部长。1998年3月晋升为部长。
2003年3月，接近正部级官员退休年龄的项怀诚，告别了他曾工作整整四十年的财政部；同时被安排出任全国社会保障基金理事会的理事长，并于2008年1月退休。